# Alphonse de la Fontaine
Alphonse Joseph de la Fontaine (* 5. Juli 1825 in Luxemburg; † 4. Juli 1896 ebenda) war ein Luxemburger Forstingenieur und Zoologe. Er ist der Verfasser der Faune du pays de Luxembourg ou manuel de zoologie, der ersten Fauna der Wirbeltiere Luxemburgs.
Er war der Sohn von Théodore de la Fontaine sowie der Bruder von Léon und Edmond de la Fontaine.

## Werke
Alphonse de la Fontaine: Faune du pays de Luxembourg ou manuel de zoologie contenant la description des animaux vertébrés observés dans le pays de Luxembourg. Imprimerie-librairie Victor Buck, Luxembourg 1865–1872.
- 1865: Oiseaux, première partie, S. 1–152.
- 1866: Oiseaux, deuxième partie, S. 155–526.
- 1868: Mammifères, première partie, S. 1–228.
- 1870: Reptiles, S. 1–49, alphabetische Tabelle I–II.
- 1872: Poissons, S. 1–89, 2 Tafeln, alphabetische Tabelle I–V.